# Zaklopača (Milići)
Pour les articles homonymes, voir Zaklopača.
Zaklopača (en serbe cyrillique : Заклопача) est un village de Bosnie-Herzégovine. Il est situé dans la municipalité de Milići et dans la république serbe de Bosnie. Selon les premiers résultats du recensement bosnien de 2013, il compte 293 habitants.

## Démographie

### Évolution historique de la population dans la localité
| 1948 | 1953 | 1961 | 1971 | 1981 | 1991 | 2013 |
| ---- | ---- | ---- | ---- | ---- | ---- | ---- |
| -    | -    | 321  | 331  | 373  | 437  | 293  |

|  |